# Einst kommt der Tag…
Einst kommt der Tag… ist eine US-amerikanische Musicalverfilmung von Vincente Minnelli aus dem Jahr 1970 mit Barbra Streisand und Yves Montand in den Hauptrollen. Der Geschichte liegt das gleichnamige Musical On a Clear Day You Can See Forever (1965) zugrunde, das wiederum auf einer literarischen Vorlage von Alan Jay Lerner beruht.

## Handlung
Daisy Gamble ist eine etwas schusselige und verstreute junge Dame mit hellseherischen Fähigkeiten, die zwar nicht viel zustande bringt, dafür aber jeden Tag mindestens fünf Schachteln Zigaretten wegraucht. Da ihr konservativer und sehr auf Konventionen bedachter Ehemann in spe Warren Pratt darauf besteht, dass diese Qualmerei ein Ende hat, besucht sie den französischen Psychologie-Professor Dr. Marc Chabot, der sie von den Glimmstängeln abbringen soll. Dafür lässt sich Daisy auch im Rahmen einer Therapie in Hypnose versetzen. Während Chabot Daisy behandelt, treten jedoch ganz andere Dinge zutage: Sie soll die wiedergeborene Lady Melinda Winifred Waine Tentrees sein, eine Kokotte des 19. Jahrhunderts, die einst als uneheliche Tochter eines Küchenmädchens geboren wurde. Melinda erwarb damals die Vaterschaftsunterlagen derjenigen Kinder, die in dem Waisenhaus untergebracht waren, wohin sie ihre Mutter einst abgeben musste. Mit diesem Wissen erpresste jene Melinda die wohlhabenden Väter der Waisenkinder. Später heiratete Melinda den britischen Adeligen Robert Tentrees und wurde schließlich der Spionage und des Verrats angeklagt, nachdem Tentrees sie im Stich ließ. Lady Melinda Tentrees Leben endete in einer Hinrichtung.
Die Details über ihr vergangenes wie zukünftiges Leben, die sie in diesem Zustand erzählt, lassen Dr. Chabot allmählich an Seelenwanderung und Wiedergeburt glauben. Auch die Tatsache, dass sich der Franzose in das einstige Ich Daisys, also Lady Melinda, zu verlieben beginnt, während Daisy sich wiederum in den jetzigen Marc Chabot verliebt, macht die gesamte Angelegenheit nicht eben einfacher.  Bald wird er auf dem Campus zum Gespräch seiner Kollegen, die Chabot raten, sich zu entscheiden: Entweder solle er die Sitzungen mit Daisy und die damit verbundenen Nachforschungen in Sachen Reinkarnation und Lady Melinda aufgeben, oder er solle seinen Job an dem Forschungsinstitut ruhen lassen. Als Daisy bei einer neuerlichen Sitzung auf Chabots Ankunft wartet, entnimmt sie einer Tonbandaufzeichnung, dass ihr Psychologe und Analytiker lediglich an ihrem früheren Ich, der englischen Lady, interessiert zu sein scheint. Derart enttäuscht, stürmt Daisy aus dem Büro. Bei der letztmals anberaumten Sitzung tischt Daisy ihrem Liebsten eine ganz besondere Mär auf: Insgesamt besäße sie weitere 14 Leben, von denen sie ihm unbedingt erzählen wolle, darunter ein zukünftiges als eine gewisse Laura, die im Jahre 2038 ihren Therapeuten heiraten werde ...

## Produktionsnotizen
Einst kommt der Tag … wurde 1969 gedreht und am 17. Juni 1970 in uraufgeführt. Die deutsche Premiere des hierzulande nie im Kino gezeigten Films fand am Ersten Weihnachtstag 1980 im Dritten Programm des Bayerischen Rundfunks statt.
Cecil Beaton entwarf die Kostüme, es war seine letzte Tätigkeit für einen Film. Die Bauten entwarf John DeCuir, George James Hopkins zeichnete für die Ausstattung verantwortlich. Nelson Riddle wirkte als Dirigent und Musikarrangeur.

## Musik
Folgende Nummern wurden gespielt bzw. gesungen:
- Hurry! It's Lovely Up Here, vorgetragen von Daisy
- On a Clear Day, vorgetragen vom Orchester und Chor
- Love with All the Trimmings, vorgetragen von Daisy
- Melinda, vorgetragen von Marc
- Go to Sleep, vorgetragen von Daisy
- He Isn't You, vorgetragen von Daisy
- What Did I Have That I Don't Have?, vorgetragen von Daisy
- Come Back to Me, vorgetragen von Daisy
- On a Clear Day, vorgetragen von Marc
- On a Clear Day, vorgetragen von Daisy

## Kritiken
Vincent Canby urteilte in der New York Times: „Der Film ist ziemlich gewöhnlich und ein Broadway-Abklatsch in den meisten der kontemporären Szenen. Miss Streisand … definiert Unschuld, in dem sie ihre Knie zusammen- und ihre Füße weit auseinander hält; ein Manierismus, den sie wohl bei Mary Pickford abgeschaut hat. Minnellis Kamera ist außerdem sehr darauf aus, interessante Dinge in den langweiligen Filmdekorationen … zu finden […] Allerdings stürmen Minnelli und Miss Streisand dann in dem Film ins Leben zurück, sobald es in die historischen Abschnitte geht, die am Royal Pavilion in Brighton aufgenommen wurden. Minnellis Liebe zum Dekor lässt diesen Film zu sehr realer Phantasie werden und seinen Star zu einem umwerfend ausschauenden und lustigen Charakter …“

„Prachtvolle Rückblende-Szenen überstrahlen die bruchstückhaften Handlungsstränge der Moderne, von denen offensichtlich viele Szenen im Schneideraum verloren gegangen sind. Hochglänzend, aber niemals berührend.“

„Gepflegt-sterile Verfilmung eines Musicals, der es an Schwung und Ironie mangelt. Die zahlreichen willkürlich eingestreuten Songs ziehen die Geschichte über Gebühr in die Länge.“

„Romantisches Musical, das versucht (und damit Schiffbruch erleidet), zerbrechlichen Charme statt der Lebensfreude des Broadway-Originals einzusetzen. Aber es gibt Wiedergutmachungen.“

Minnellis „Rückkehr zum (romantischen) Musical („Einst kommt der Tag...“) scheiterte 1969, zu sehr hatte sich der Zeitgeschmack geändert.“